# Paolino (console 277)
Paolino (in latino Paulinus; fl. 277) è stato un politico romano di età imperiale, console nel 277 assieme all'imperatore romano Marco Aurelio Probo.
Paolino non va identificato con il proconsole d'Africa del 283, Lucio Giulio Paolino, in quanto il periodo tra le due magistrature è troppo breve; per le stesse ragioni va esclusa una identificazione con Sesto Cocceio Anicio Fausto Paolino, proconsole d'Africa tra il 264 e il 268, ma, essendo Paolino un nome molto poco diffuso, potrebbe esserne stato il figlio. Il console del 298, Marco Giunio Cesonio Nicomaco Anicio Fausto Paolino, potrebbe essere stato suo fratello.